# Purvių kaimo apylinkės
Purvių kaimo apylinkės este o arie protejată (sit de importanță comunitară — SCI) din Lituania întinsă pe o suprafață de 151 ha, integral pe uscat.

## Localizare
Centrul sitului Purvių kaimo apylinkės este situat la coordonatele 56°10′09″N 22°35′26″E / 56.1692°N 22.5906°E.

## Înființare
Situl Purvių kaimo apylinkės a fost declarat sit de importanță comunitară în septembrie 2008 pentru a proteja 3 specii de animale.

## Biodiversitate
Situată în ecoregiunea boreală, aria protejată conține 5 habitate naturale: Pajiști cu Molinia pe soluri calcaroase, turboase sau argilos-nămoloase (Molinion caeruleae), Pajiști aluvionare boreale nordice, Fânețe de joasă altitudine (Alopecurus pratensis, Sanguisorba officinalis), Taiga vestică, Păduri fino-scandinave bogate în ierburi cu Picea abies.
La baza desemnării sitului se află mai multe specii protejate de  păsări (3): acvilă țipătoare mică (Aquila pomarina), barză neagră (Ciconia nigra), cristeiul de câmp (Crex crex).
Pe lângă speciile protejate, pe teritoriul sitului au mai fost identificate 5 specii de plante.